# Himantura
Himantura is een groot geslacht uit de familie van pijlstaartroggen (Dasyatidae), orde Myliobatiformes.

## Soortenlijst
- Genus Himantura
  - Himantura alcockii (Annandale, 1909)
  - Himantura australis (Last, White & Naylor, 2016)
  - Himantura fava (Annandale, 1909)
  - Himantura fluviatilis (Hamilton, 1822)
  - Himantura krempfi (Chabanaud, 1923)
  - Himantura leoparda (Manjaji-Matsumoto & Last, 2008)
  - Himantura marginata (Blyth, 1860)
  - Himantura microphthalma (Chen, 1948)
  - Himantura pareh (Bleeker, 1852)
  - Himantura tutul (Borsa, Durand, Shen, Alyza, Solihin & Berrebi, 2013)
  - Himantura uarnak (Forsskål, 1775)
  - Himantura undulata (Bleeker, 1852)